# Ananta Tamang
Ananta Tamang (अनन्त तामाङ; Jhapa, 17 gennaio 1998) è un calciatore nepalese, difensore del Nepal Army e della nazionale nepalese.

## Carriera

### Club
Dopo aver giocato in patria con il Far Western FC Kailali, nella stagione 2015-2016 si trasferisce in Spagna, nel Marbella United. L'11 febbraio 2022 firma per l'East Bengal, diventando il primo calciatore nepalese della Indian Super League.

### Nazionale
Esordisce in nazionale il 31 agosto 2015 nell'amichevole pareggiata per 0-0 contro l'India.

## Statistiche

### Presenze e reti nei club
| Stagione        | Squadra         | Campionato      | Campionato | Campionato | Coppe nazionali | Coppe nazionali | Coppe nazionali | Coppe continentali | Coppe continentali | Coppe continentali | Altre coppe | Altre coppe | Altre coppe | Totale | Totale |
| Stagione        | Squadra         | Comp            | Pres       | Reti       | Comp            | Pres            | Reti            | Comp               | Pres               | Reti               | Comp        | Pres        | Reti        | Pres   | Reti   |
| --------------- | --------------- | --------------- | ---------- | ---------- | --------------- | --------------- | --------------- | ------------------ | ------------------ | ------------------ | ----------- | ----------- | ----------- | ------ | ------ |
| feb.-mar.2022   | East Bengal     | ISL             | 1          | 0          | -               | -               | -               | -                  | -                  | -                  | -           | -           | -           | 1      | 0      |
| 2023-2024       | Lalitpur City   | NSL             | 5+2        | 1          | -               | -               | -               | -                  | -                  | -                  | -           | -           | -           | 7      | 1      |
| Totale carriera | Totale carriera | Totale carriera | 8          | 1          |                 | -               | -               |                    | -                  | -                  |             | -           | -           | 8      | 1      |

### Cronologia presenze e reti in nazionale
| Cronologia completa delle presenze e delle reti in nazionale ― Nepal | Cronologia completa delle presenze e delle reti in nazionale ― Nepal | Cronologia completa delle presenze e delle reti in nazionale ― Nepal | Cronologia completa delle presenze e delle reti in nazionale ― Nepal | Cronologia completa delle presenze e delle reti in nazionale ― Nepal | Cronologia completa delle presenze e delle reti in nazionale ― Nepal | Cronologia completa delle presenze e delle reti in nazionale ― Nepal | Cronologia completa delle presenze e delle reti in nazionale ― Nepal |
| Data                                                                 | Città                                                                | In casa                                                              | Risultato                                                            | Ospiti                                                               | Competizione                                                         | Reti                                                                 | Note                                                                 |
| -------------------------------------------------------------------- | -------------------------------------------------------------------- | -------------------------------------------------------------------- | -------------------------------------------------------------------- | -------------------------------------------------------------------- | -------------------------------------------------------------------- | -------------------------------------------------------------------- | -------------------------------------------------------------------- |
| 31-8-2015                                                            | Pune                                                                 | India                                                                | 0 – 0                                                                | Nepal                                                                | Amichevole                                                           | -                                                                    |                                                                      |
| 5-11-2016                                                            | Kuching                                                              | Timor Est                                                            | 0 – 0                                                                | Nepal                                                                | Coppa della solidarietà AFC 2016 - 1º turno                          | -                                                                    |                                                                      |
| 8-11-2016                                                            | Kuching                                                              | Nepal                                                                | 3 – 0                                                                | Brunei                                                               | Coppa della solidarietà AFC 2016 - 1º turno                          | -                                                                    |                                                                      |
| 12-11-2016                                                           | Kuching                                                              | Nepal                                                                | 2 – 2                                                                | Laos                                                                 | Coppa della solidarietà AFC 2016 - 1º turno                          | 1                                                                    |                                                                      |
| 15-11-2016                                                           | Kuching                                                              | Nepal                                                                | 1 – 0                                                                | Macao                                                                | Coppa della solidarietà AFC 2016 - Finale                            | -                                                                    |                                                                      |
| 28-3-2017                                                            | Manila                                                               | Filippine                                                            | 4 – 1                                                                | Nepal                                                                | Qual. Coppa d'Asia 2019                                              | -                                                                    |                                                                      |
| 6-6-2017                                                             | Mumbai                                                               | India                                                                | 2 – 0                                                                | Nepal                                                                | Amichevole                                                           | -                                                                    | 89’                                                                  |
| 13-6-2017                                                            | Katmandu                                                             | Nepal                                                                | 0 – 0                                                                | Yemen                                                                | Qual. Coppa d'Asia 2019                                              | -                                                                    |                                                                      |
| 5-9-2017                                                             | Katmandu                                                             | Nepal                                                                | 1 – 2                                                                | Tagikistan                                                           | Qual. Coppa d'Asia 2019                                              | -                                                                    |                                                                      |
| 10-10-2017                                                           | Dushanbe                                                             | Tagikistan                                                           | 3 – 0                                                                | Nepal                                                                | Qual. Coppa d'Asia 2019                                              | -                                                                    | 60’                                                                  |
| 14-11-2017                                                           | Katmandu                                                             | Nepal                                                                | 0 – 0                                                                | Filippine                                                            | Qual. Coppa d'Asia 2019                                              | -                                                                    |                                                                      |
| 27-3-2018                                                            | Doha                                                                 | Yemen                                                                | 2 – 1                                                                | Nepal                                                                | Qual. Coppa d'Asia 2019                                              | -                                                                    |                                                                      |
| 4-9-2018                                                             | Dacca                                                                | Nepal                                                                | 1 – 2                                                                | Pakistan                                                             | SAFF Championship 2018 - 1º turno                                    | -                                                                    |                                                                      |
| 6-9-2018                                                             | Dacca                                                                | Nepal                                                                | 4 – 0                                                                | Bhutan                                                               | SAFF Championship 2018 - 1º turno                                    | 1                                                                    |                                                                      |
| 8-9-2018                                                             | Dacca                                                                | Bangladesh                                                           | 0 – 2                                                                | Nepal                                                                | SAFF Championship 2018 - 1º turno                                    | -                                                                    |                                                                      |
| 12-9-2018                                                            | Dacca                                                                | Nepal                                                                | 0 – 3                                                                | Maldive                                                              | SAFF Championship 2018 - Semifinale                                  | -                                                                    |                                                                      |
| 5-9-2019                                                             | Al Kuwait                                                            | Kuwait                                                               | 7 – 0                                                                | Nepal                                                                | Qual. Mondiali 2022                                                  | -                                                                    |                                                                      |
| 10-9-2019                                                            | Taipei                                                               | Taipei cinese                                                        | 0 – 2                                                                | Nepal                                                                | Qual. Mondiali 2022                                                  | -                                                                    |                                                                      |
| 10-10-2019                                                           | Canberra                                                             | Australia                                                            | 5 – 0                                                                | Nepal                                                                | Qual. Mondiali 2022                                                  | -                                                                    |                                                                      |
| 10-10-2019                                                           | Canberra                                                             | Australia                                                            | 5 – 0                                                                | Nepal                                                                | Qual. Mondiali 2022                                                  | -                                                                    |                                                                      |
| 19-11-2019                                                           | Thimphu                                                              | Nepal                                                                | 0 – 1                                                                | Kuwait                                                               | Qual. Mondiali 2022                                                  | -                                                                    |                                                                      |
| 17-11-2020                                                           | Dacca                                                                | Bangladesh                                                           | 0 – 0                                                                | Nepal                                                                | Amichevole                                                           | -                                                                    |                                                                      |
| 2-9-2021                                                             | Katmandu                                                             | Nepal                                                                | 1 – 1                                                                | India                                                                | Amichevole                                                           | -                                                                    |                                                                      |
| 5-9-2021                                                             | Katmandu                                                             | Nepal                                                                | 1 – 2                                                                | India                                                                | Amichevole                                                           | -                                                                    |                                                                      |
| 4-10-2021                                                            | Malé                                                                 | Sri Lanka                                                            | 2 – 3                                                                | Nepal                                                                | SAFF Championship 2021 - 1º turno                                    | -                                                                    |                                                                      |
| 24-3-2022                                                            | Chonburi                                                             | Thailandia                                                           | 2 – 0                                                                | Nepal                                                                | Amichevole                                                           | -                                                                    |                                                                      |
| 21-6-2023                                                            | Bengaluru                                                            | Kuwait                                                               | 3 – 1                                                                | Nepal                                                                | SAFF Championship 2023 - 1º turno                                    | -                                                                    |                                                                      |
| Totale                                                               |                                                                      | Presenze                                                             | 27                                                                   |                                                                      | Reti                                                                 | 2                                                                    |                                                                      |

## Palmarès

### Competizioni nazionali
- Super League (Nepal): 1

Lalitpur City: 2025

### Nazionale
- Coppa della solidarietà AFC: 1

2016